# Marco Zoppo

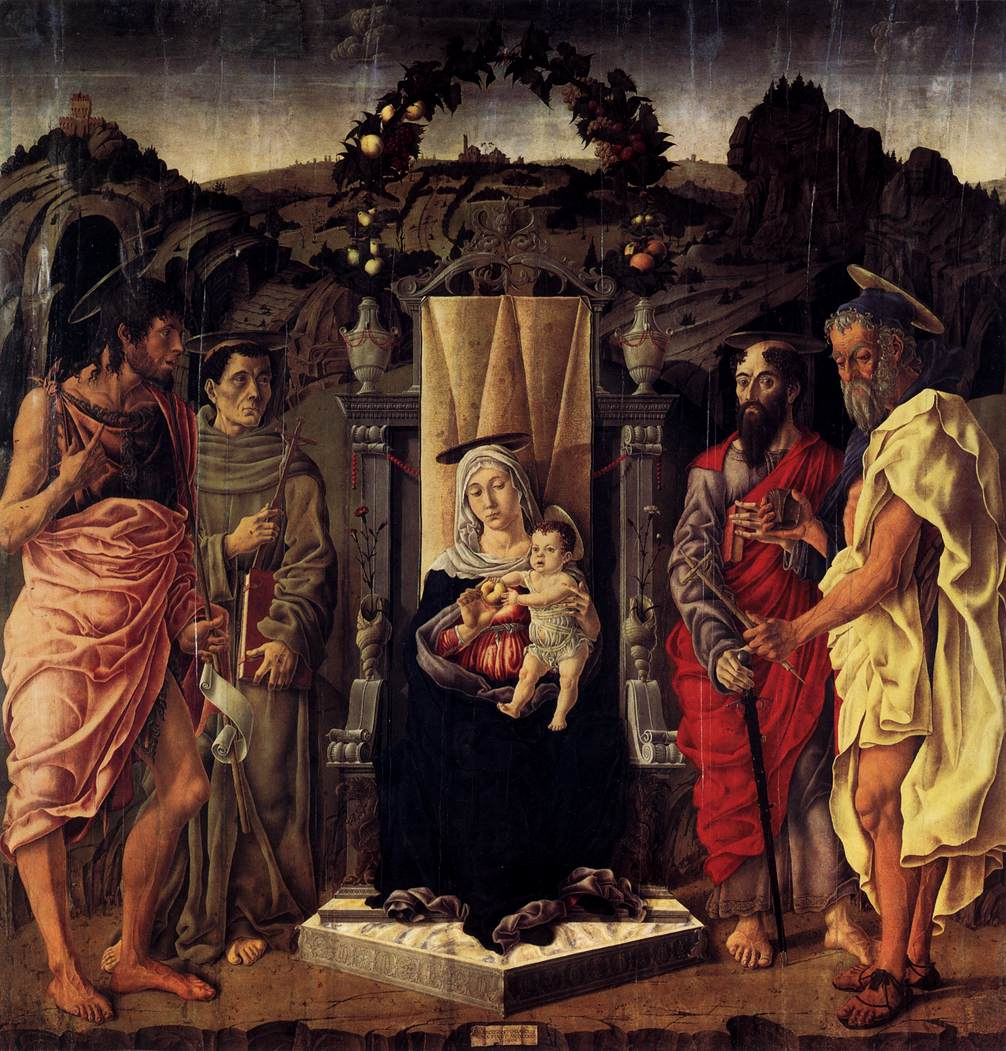
Madonna z Dzieciątkiem i świętymi (1471)

Marco Zoppo, właśc. Marco di Antonio di Ruggero (ur. w 1433 w Cento, zm. w 1478 w Wenecji) – włoski malarz i rysownik okresu wczesnego renesansu.
W l. 1453–1455 uczył się w otwartej w 1436 szkole artysty i kolekcjonera starożytności Francesca Squracionego w Padwie, do której uczęszczali również m.in. Andrea Mantegna, Giovanni Bellini, Carlo Crivelli czy Cosme Tura. Działał głównie w Bolonii (sam nazywał się Bolończykiem) i w Wenecji. Około 1468 chromy artysta zamieszkał ze swoimi córkami, Lukrecją i Minerwą, oraz sforą psów w Wenecji.
Malował obrazy ołtarzowe i portrety. Tworzył pod wpływem Andrei Mantegni i Giovanniego Belliniego. W 1471 namalował dużą nastawę ołtarzową typu sacra conversazione dla franciszkańskiego kościoła San Giovanni Evangelista w Pesaro (obecnie w Berlinie), w l. 1461–1468 reatabulum do kościoła San Clemente w Collegio di Spagna w Bolonii.

## Wybrane dzieła
- Św. Hieronim na pustyni – 1450–1455, 39 × 29 cm, Muzeum Thyssen-Bornemisza, Madryt
- Madonna z Dzieciątkiem i aniołami – 1455, 89 × 72 cm, Luwr, Paryż
- Madonna z lilią – 1460–1468, 94,2 × 68,5 cm, Muzeum Historii Sztuki w Wiedniu
- Martwy Chrystus ze św. Janem Chrzcicielem i św. Hieronimem – ok. 1465, 26,4 × 21 cm, National Gallery w Londynie
- Św. Hieronim pokutujący – 1465–1466, 41 × 33 cm, Pinacoteca Nazionale di Bologna, Bolonia
- Madonna z Dzieciątkiem – 1467–1468, 41,2 × 29,8 cm, National Gallery of Art, Waszyngton
- Św. Augustyn – ok. 1468, 49,5 × 28,6 cm, National Gallery w Londynie
- Św. Paweł – ok. 1468, 50 × 31, Ashmolean Museum, Oksford
- Portret mężczyzny – ok. 1470, National Gallery of Art, Waszyngton
- Św. Franciszek otrzymujący stygmaty – ok. 1471, 35 × 46,7 cm, Walters Art Museum, Baltimore
- Tronująca Madonna z Dzieciątkiem i świętymi – 1471, 262 × 254 cm, Gemäldegalerie, Berlin
- Św. Sebastian – 1475–1478, 41,9 × 31,4 cm, Courtauld Institute of Art, Londyn